# Punyab (India)
Punyab (ⓘ; en punyabí: ਪੰਜਾਬ; en hindi: पंजाब, en inglés: Punjab) es un estado de la República de la India. Su capital es Chandigarh, ciudad que tiene categoría de territorio de la Unión, y que, además, es capital de Haryana. Está ubicado al noroeste del país, limitando al norte con Jammu y Cachemira, Himachal Pradesh y el territorio de Chandigarh, al sur con Haryana, al suroeste con Rajastán y al oeste con Pakistán. Con 550 hab/km² es el séptimo estado más densamente poblado, por detrás de Bihar, Bengala Occidental, Kerala, Uttar Pradesh, Haryana,Manik Pal y Tamil Nadu. 
Aparte de la capital, otras ciudades importantes son Ludhiana, Amritsar, Jalandhar y Patiala. El término panyab proviene de la combinación de las palabras pañch (cognado del griego penta), que significa ‘cinco’, y ab (cognado del español ‘agua’), y hace referencia a la denominación de  Punyab como la «región de los cinco ríos»: el Jhelum, el Chenab, el Ravi, el Beas y el Sutlej.

## Historia

### Antecedentes

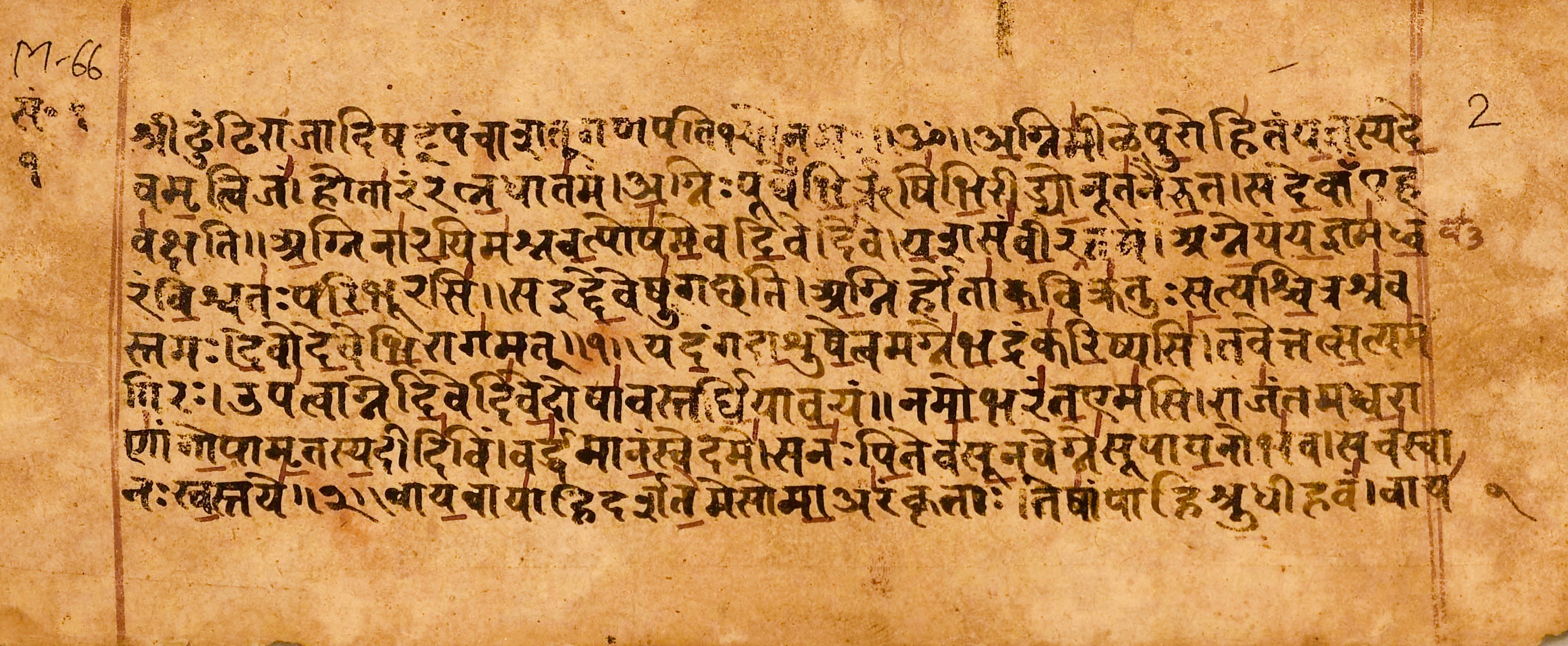
Rig Veda es el texto hindú más antiguo originado en la región del Punyab.

El pueblo punyabí practicó por primera vez el hinduismo, la religión más antigua registrada en la región del Punyab. La religión védica histórica constituía las ideas y prácticas religiosas en el Punyab durante el periodo védico (1500-500 a. C.), centradas principalmente en el culto a Indra. La mayor parte del Rigveda se compuso en la región del Punyab entre el 1500 y el 1200 a. C., mientras que las escrituras védicas posteriores se compusieron más al este, entre los ríos Yamuna y Ganges. Un antiguo libro de leyes indio llamado Manusmriti, elaborado por sacerdotes hindúes brahmanes, configuró la vida religiosa del Punyab a partir del año 200 a. C. Más tarde, la difusión del budismo y el jainismo en el subcontinente indio supuso el crecimiento del budismo y el jainismo en el Punyab. El Islam fue introducido a través del sur del Punyab en el siglo VIII, convirtiéndose en mayoritario en el siglo XVI, a través de la conversión local. En el siglo XVI quedaba una pequeña comunidad jainista en el Punyab, mientras que la comunidad budista había desaparecido en gran medida a finales del siglo X. La región se volvió predominantemente musulmana debido a los santos misioneros sufíes, cuyos dargah salpican el paisaje de la región del Punyab. El auge del sijismo en el siglo XVIII hizo que algunos punjabíes, tanto hindúes como musulmanes, aceptaran la nueva fe sij.

### Sijs en el Punyab
El sijismo se originó en la región del Punyab, en el subcontinente indio, hacia finales del siglo XV d. C. La comunidad sij surgió en 1467 y fue regida sucesivamente por diez Gurús hasta la muerte del último tras lo cual la dirección pasó a las escrituras.
Es la principal fe organizada de más reciente creación y ocupa el quinto lugar en el mundo entre los principales grupos religiosos, con unos 25-30 millones de fieles (conocidos como sijs) a principios del siglo XXI.
El sijismo se desarrolló a partir de las enseñanzas espirituales del Gurú Nanak (1469-1539), el primer gurú de la fe, y de los nueve gurús sijs que le sucedieron. El décimo gurú, Gobind Singh (1666-1708), nombró a la escritura sij Guru Granth Sahib como su sucesor, poniendo fin a la línea de gurús humanos y estableciendo la escritura como el undécimo y último gurú eternamente vivo, una guía religiosa espiritual/vital para los sijs.
La religión se desarrolló y evolucionó en tiempos de persecución religiosa, ganando adeptos tanto del hinduismo como del islam. Los gobernantes mogoles de la India torturaron y ejecutaron a dos de los gurús sijs -Gurú Arjan (1563-1605) y Gurú Tegh Bahadur (1621-1675)- después de que se negaran a convertirse al islam.
En 1708, con el declinar del Imperio mogol, los sijes establecieron su control en diversos puntos de Punyab. Una guerra civil en 1839 permitió a los británicos hacerse con el país (1840-1849) y conservarlo hasta 1947.

### Estados Cis-Sutlej
Los estados Cis-Sutlej eran un grupo de estados en los actuales estados de Punyab y Haryana que se encontraban entre el río Sutlej al norte, el Himalaya al este, el río Yamuna y el distrito de Delhi al sur, y el distrito de Sirsa al oeste. Estos estados estaban gobernados por los Sijs Misl.

### El imperio sij

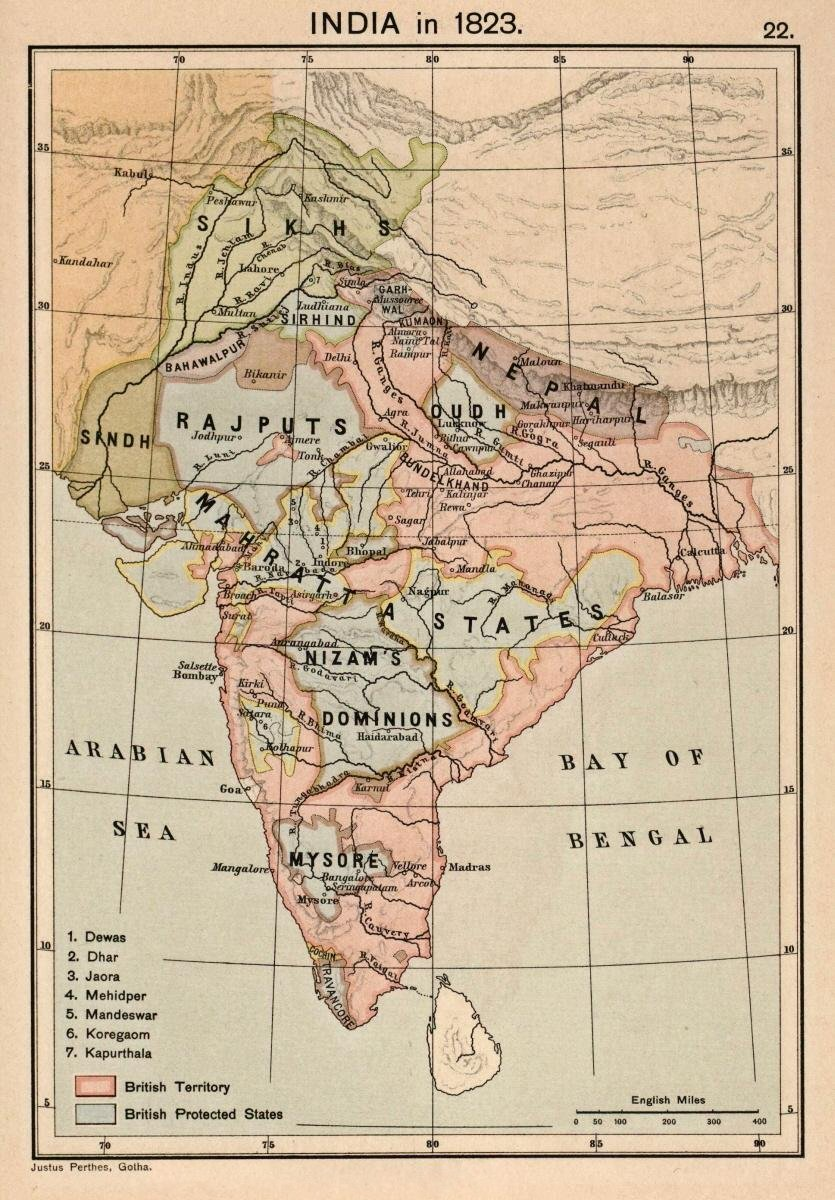
Imperio sij

En el siglo XIX, el maharajá Ranjit Singh estableció el imperio sij basado en el Punyab. El imperio existió desde 1799, cuando Ranjit Singh capturó Lahore, hasta 1849, cuando fue derrotado y conquistado en la segunda guerra anglosajona. Se forjó sobre los cimientos del Khalsa a partir de un conjunto de misls sijs autónomos En su apogeo, en el siglo XIX, el imperio se extendía desde el paso de Khyber, en el oeste, hasta el Tíbet occidental, en el este, y desde Mithankot, en el sur, hasta Cachemira, en el norte. Estaba dividido en cuatro provincias: Lahore, en el Punyab, que se convirtió en la capital sij; Multan, también en el Punyab; Peshawar; y Cachemira desde 1799 hasta 1849. Con una diversidad religiosa y una población estimada de 3,5 millones de habitantes en 1831 (lo que la convertía en el decimonoveno país más poblado de la época), fue la última gran región del subcontinente indio en ser anexionada por el Imperio Británico.
En su apogeo, el imperio sij abarcaba más de 520.000 km².
Tras la muerte de Ranjit Singh en 1839, el imperio quedó muy debilitado por las divisiones internas y la mala gestión política. La Compañía de las Indias Orientales aprovechó esta oportunidad para lanzar la Primera y Segunda Guerras anglo-sij. Al final de la segunda guerra anglosajona, en 1849, el país se anexionó y se disolvió en estados principescos separados y en la provincia de Punyab. Finalmente, se estableció un Teniente Gobernador en Lahore como representante directo de la Corona.: 221 

### Provincia del Punyab (India Británica)

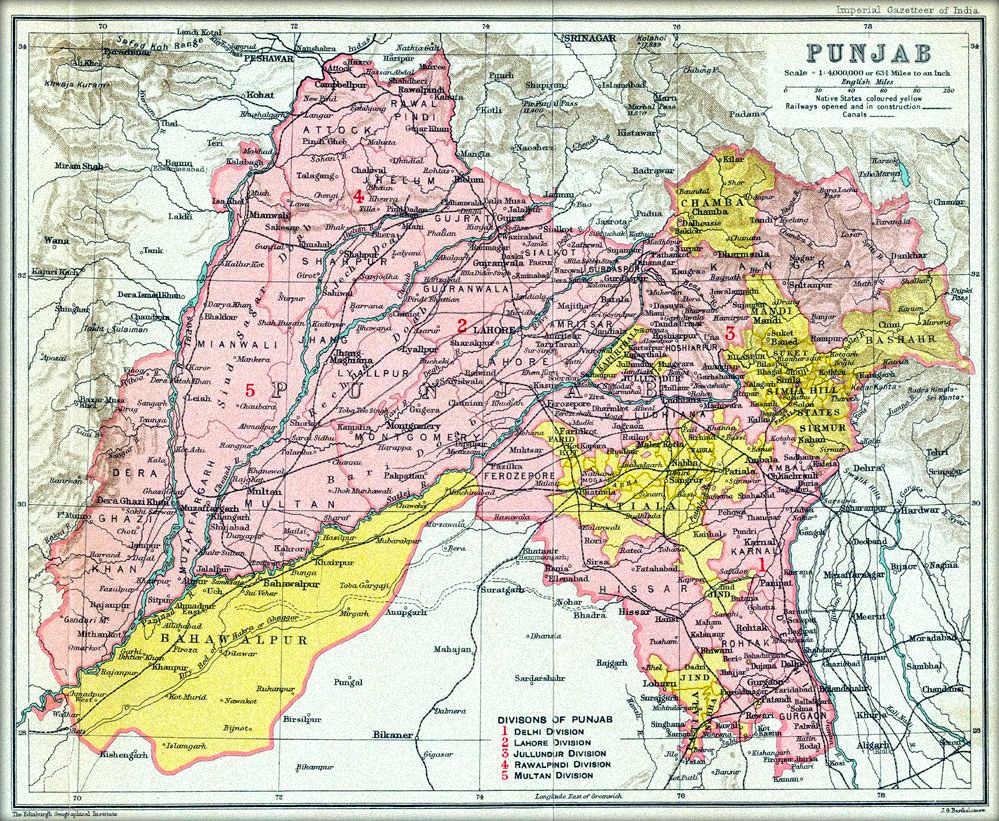
Provincia británica del Punyab, antes de 1947.

En la India británica, hasta la partición de la India en 1947, la provincia de Punyab era geográficamente una extensión triangular de país de la que el río Indo y su afluente el Sutlej formaban los dos lados hasta su confluencia, siendo la base del triángulo en el norte la cordillera del Bajo Himalaya entre esos dos ríos. Además, la provincia, tal y como estaba constituida bajo el dominio británico, incluía también una gran extensión fuera de estos límites. A lo largo de la frontera norte, las cordilleras del Himalaya la dividían de Cachemira y el Tíbet. Al oeste estaba separada de la Provincia de la Frontera del Noroeste por el Indo, hasta llegar a la frontera del distrito de Dera Ghazi Khan, que estaba dividida de Baluchistán por la cordillera de Sulaiman. Al sur se encontraba Sindh y Rajputana, mientras que al este los ríos Jumna y Tons la separaban de las Provincias Unidas. En total, el Punyab tenía una superficie de aproximadamente 357 000 km cuadrados, más o menos el mismo tamaño que la actual Alemania, siendo una de las mayores provincias del Raj británico.
En 1901, los distritos fronterizos más allá del Indo se separaron del Punyab y se convirtieron en una nueva provincia: la Provincia de la Frontera Noroeste. Posteriormente, los funcionarios coloniales dividieron el Punyab en cuatro divisiones geográficas naturales a partir de los datos del censo decenal.: 2 
En marzo de 1940, la Liga Musulmana de toda la India aprobó la Resolución de Lahore, en la que se exigía la creación de un estado separado de las zonas de mayoría musulmana en la India británica. Esto desencadenó amargas protestas por parte de los sijs del Punyab, que no podían tolerar vivir en un estado musulmán.

## Independencia y sus consecuencias
El estado indio de Punyab se creó en 1947 cuando la partición de la India dividió en dos la antigua región del Punyab entre la India y Pakistán. La parte mayoritariamente musulmana se convirtió en la provincia pakistaní de Punyab mientras que la mayoría sij e hindú se transformó en el estado indio de Punyab.
El Punyab indivisible, del que el Punyab pakistaní constituye hoy una región importante, albergaba hasta 1947 una gran minoría de hindúes y sijs punjabíes, aparte de la mayoría musulmana[88]. En 1947, la provincia del Punyab de la India británica se dividió según criterios religiosos, pasando el Punyab occidental a Pakistán y el oriental a la India. Un gran número de personas se vieron desplazadas y hubo mucha violencia intercomunitaria. Inmediatamente después de la independencia, en 1947, y debido a la violencia comunal y al miedo que provocó, la mayoría de los sijs y de los hindúes del Punyab que se encontraban en Pakistán emigraron a la India. Tras la independencia, varios pequeños estados principescos del Punyab, incluido Patiala, se adhirieron a la Unión de la India y se unieron en el PEPSU. 
Numerosos hinduistas vivían en la zona oeste mientras que otros tantos musulmanes lo hacían en el este por lo que la partición provocó cientos de miles de desplazados y un aumento de la violencia. Algunos estados principescos, incluyendo el de Patiala, se convirtieron también en parte de la India. Se creó la Unión de Estados de Patiala y de Punyab Oriental, conocida como PEPSU. En 1950 se crearon los dos Punyab. En 1956 una nueva reestructuración territorial hizo que algunos de los distritos más al norte del Punyab se añadieran al estado de Himachal Pradesh.
En 1956 se integró con el estado de Punyab Oriental para crear un nuevo estado indio ampliado llamado simplemente "Punyab". El 1 de noviembre de cada año se celebra en todo el estado el Día del Punyab, que conmemora la formación de un estado de habla punjabi en virtud de la Ley de Reorganización del Punyab (1966).
La capital del Punyab unido se situaba en la ciudad de Lahore que pasó a formar parte de Pakistán tras la división. La nueva capital para la zona india se construyó en Chandigarh. El 1 de noviembre de 1966, la parte sudeste del estado, de mayoría hindú, se convirtió en el nuevo estado de Haryana. Chandighar quedó en la frontera entre los dos estados y se convirtió en un territorio de la unión que sirve a su vez de capital tanto para Punyab como para Haryana. Por su gran producción agrícola, esta región se considera el «granero» de la India.
De 1981 a 1995, el estado sufrió una insurgencia de 14 años de duración. Los problemas comenzaron debido a las disputas entre los sijs del Punyab y el gobierno central de la República de la India. Las tensiones se intensificaron a principios de la década de 1980 y finalmente culminaron con la Operación Estrella Azul en 1984; una operación del ejército indio dirigida a la comunidad sij disidente del Punyab. Poco después, la primera ministra india, Indira Gandhi, fue asesinada por dos de sus guardaespaldas sijs. La década siguiente se caracterizó por la violencia intercomunitaria generalizada y las acusaciones de genocidio por parte de la comunidad sij por parte del gobierno indio.

Evolución del estado de Punyab entre 1951 y 1966.

## Geografía
El Punyab se encuentra en el noroeste de la India y tiene una superficie total de 50.362 kilómetros cuadrados. Limita con la provincia paquistaní de Punyab al oeste, con Jammu y Cachemira al norte, con Himachal Pradesh al noreste y con Haryana y Rajastán al sur. La mayor parte del Punyab se encuentra en una fértil llanura aluvial con ríos perennes y un extenso sistema de canales de riego.  Un cinturón de colinas onduladas se extiende a lo largo de la parte noreste del estado a los pies del Himalaya. Su altitud media es de 300 metros sobre el nivel del mar, con un rango que va desde los 180 metros en el suroeste hasta más de 500 metros en la frontera noreste. El suroeste del estado es semiárido y acaba fundiéndose con el desierto de Thar. De los cinco ríos del Punyab, tres -Sutlej, Beas y Ravi- atraviesan el estado indio. El Sutlej y el Ravi delimitan parte de la frontera internacional con Pakistán.
Las características del suelo están influenciadas en cierta medida por la topografía, la vegetación y la roca madre. La variación de las características del perfil del suelo es mucho más pronunciada debido a las diferencias climáticas regionales. El Punyab se divide en tres regiones distintas en función de los tipos de suelo: suroeste, centro y este. El Punyab se encuentra dentro de las zonas sísmicas II, III y IV. La zona II se considera una zona de bajo riesgo de daños; la zona III se considera una zona de riesgo de daños moderados; y la zona IV se considera una zona de alto riesgo de daños.

## Economía
El modelo agrícola de Punyab es altamente contaminante. El uso intensivo de pesticidas ha hecho que tenga una de las tasas de cáncer más altas de la India. Un estudio de 2017 encontró trazas significativas de uranio y otros elementos tóxicos pesados en muestras de agua potable.
Además, un estudio publicado en 2020 por la Universidad Agrícola de Punyab indica que los agricultores punjabíes están endeudados hasta cuatro veces sus ingresos anuales. La actividad económica y el transporte se paralizaron parcialmente en noviembre de 2020 tras una acción de huelga liderada por los agricultores. Los agricultores protestan contra la decisión del primer ministro Narendra Modi de suprimir los precios mínimos garantizados.
En el Punyab el consumo de fertilizantes por hectárea es de 223,46 kg, frente a los 90 kg a nivel nacional. El estado ha recibido el Premio Nacional de Productividad por sus servicios de extensión agrícola durante diez años, de 1991 a 1992 a 1998-99 y de 2001 a 2003-04. En los últimos años se ha observado un descenso de la productividad, debido principalmente a la disminución de la fertilidad del suelo. Se cree que esto se debe al uso excesivo de fertilizantes y pesticidas a lo largo de los años. Otro motivo de preocupación es el rápido descenso de la capa freática, de la que depende casi el 90% de la agricultura; en los últimos años se han observado descensos alarmantes. Según algunas estimaciones, las aguas subterráneas descienden un metro o más al año.
Según el Índice de Hambre del Estado de la India, el Punyab tiene el nivel de hambre más bajo de la India.

## Flora y fauna

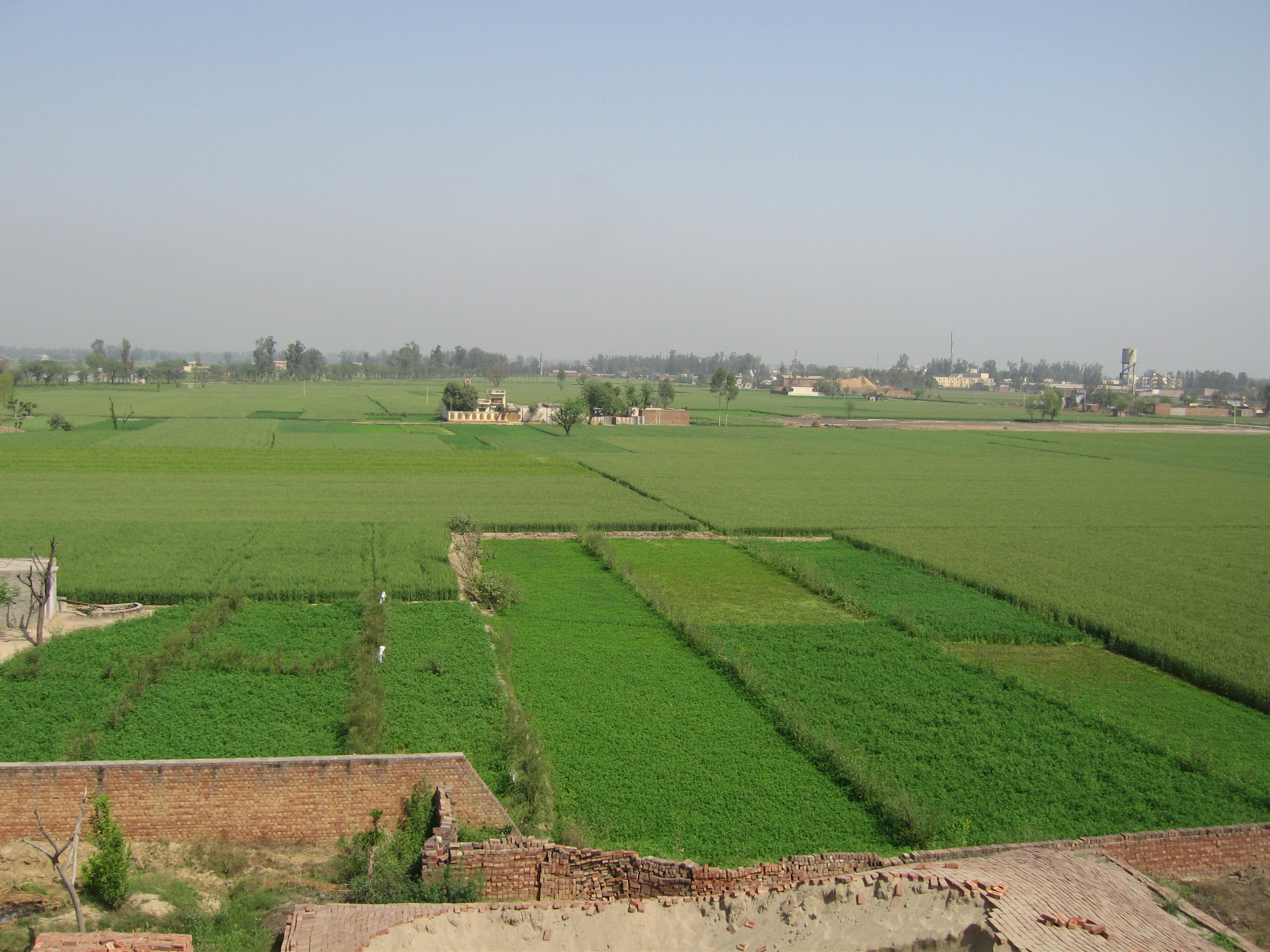
Agricultura en el Punyab

La fauna de la zona es rica, con 396 tipos de aves, 214 tipos de lepidópteros, 55 variedades de peces, 20 tipos de reptiles y 19 tipos de mamíferos. El estado de Punyab cuenta con grandes zonas húmedas, santuarios de aves que albergan numerosas especies de pájaros y muchos parques zoológicos. Entre los humedales se encuentran el humedal nacional Hari-Ke-Pattan, el humedal de Kanjli y los humedales de Kapurthala Sutlej. Entre los santuarios de vida silvestre figuran el Harike, en el distrito de Tarn Taran Sahib, el parque zoológico de Rupnagar, el jardín Chhatbir Bansar de Sangrur, el Aam Khas Bagh de Sirhind, el famoso palacio Ram Bagh de Amritsar, el jardín Shalimar de Kapurthala y el famoso jardín Baradari de la ciudad de Patiala.

### Animales
En algunos ríos del Punyab hay cocodrilos. La extracción de seda de los gusanos de seda es otra industria que florece en el estado. En algunas partes del Punyab se produce miel de abeja. Las llanuras del sur son tierras desérticas, por lo que se pueden ver camellos. Los búfalos pastan en las orillas de los ríos. La parte noreste alberga animales como los caballos. Los santuarios de la fauna silvestre tienen muchas más especies de animales salvajes como la nutria, el jabalí, el gato montés, el murciélago de la fruta, el ciervo, el zorro volador, la ardilla y la mangosta. En las cordilleras de Shivalik, en los distritos de Ropar, Gurdaspur y Hoshiarpur, se pueden ver bosques naturales. En Patiala se encuentra el bosque de Bir, mientras que en la zona de los humedales del Punyab se encuentra el bosque de Mand.
El pájaro del estado es el azor del norte (baz) (Accipiter gentilis), el animal del estado es el pato negro (Antilope cervicapra).

## Gobierno y política

Mapa del Punyab.

El Punyab se gobierna mediante un sistema parlamentario de democracia representativa. Cada uno de los estados de la India posee un sistema de gobierno parlamentario, con un Gobernador estatal ceremonial, nombrado por el presidente de la India con el asesoramiento del gobierno central. El jefe de gobierno es un Ministro Principal elegido indirectamente, que está investido de la mayoría de los poderes ejecutivos. La duración del gobierno es de cinco años. El poder legislativo del estado, el Vidhan Sabha, es la Asamblea Legislativa de Punyab, unicameral, con 117 miembros elegidos en circunscripciones uninominales. El gobierno actual fue elegido en las elecciones a la Asamblea de 2022, ya que el Partido Aam Aadmi ganó 92 de los 117 escaños de la Asamblea y Bhagwant Mann es el actual Ministro Principal. El estado de Punyab está dividido en cinco divisiones administrativas y veintidós distritos.
Divisiones administrativas
- Firozpur
- Faridkot
- Patiala
- Jalandhar

Distritos
- Amritsar
- Barnala
- Bathinda
- Firozpur
- Fatehgarh Sahib
- Faridkot
- Gurdaspur
- Hoshiarpur
- Jalandhar
- Kapurthala
- Ludhiana
- Mansa
- Moga
- Mohali
- Mukatsar
- Patiala
- Rupnagar
- Sangrur
- Shahid Bhagat Singh Nagar
- Tarn Taran

## Cultura

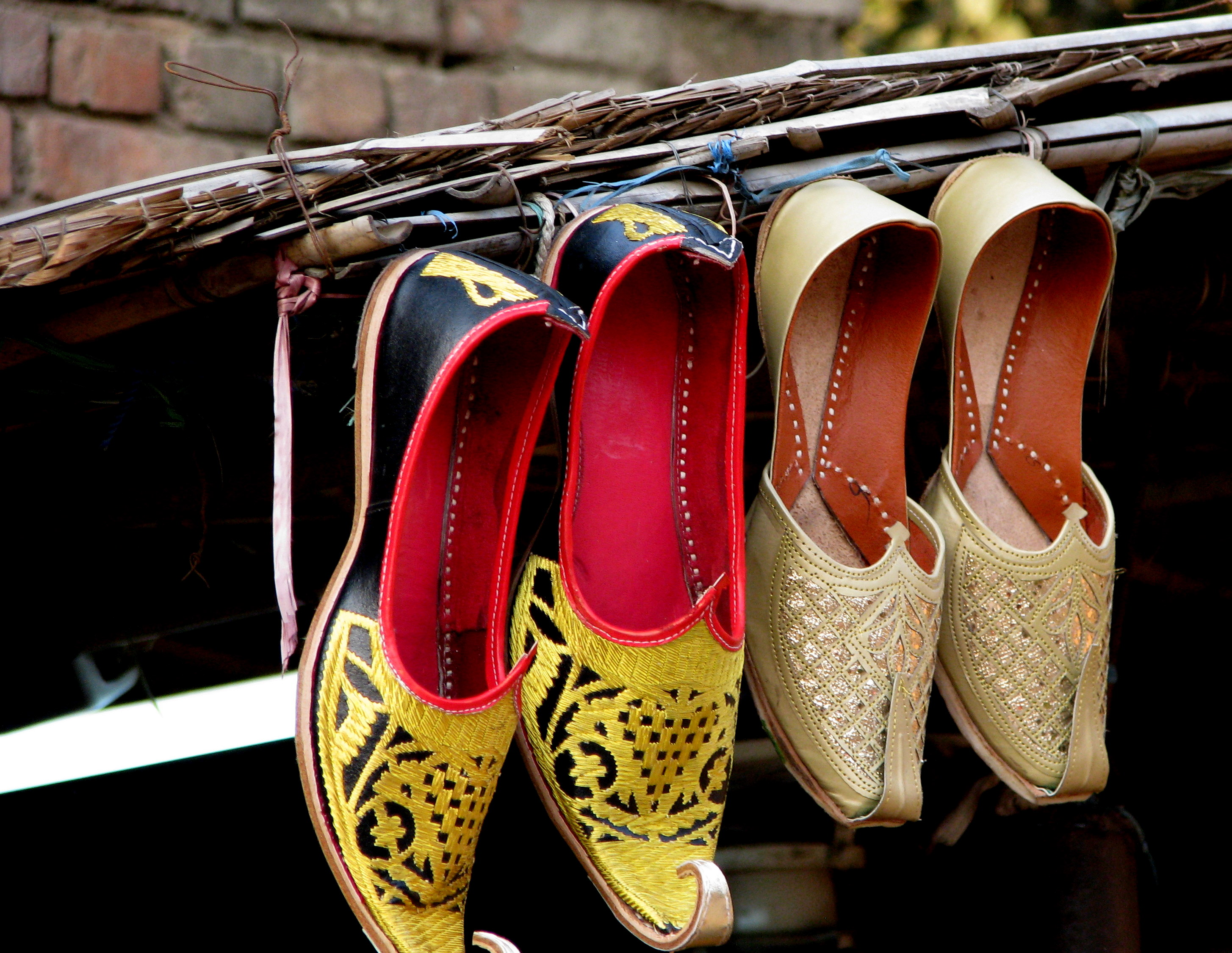
Punjabi jutti

La cultura del Punyab tiene muchos elementos, como la música, como el bhangra, una amplia tradición de danza religiosa y no religiosa, una larga historia de poesía en lengua punjabi, una importante industria cinematográfica punjabi que se remonta a antes de la Partición, una amplia gama de cocina, que se ha hecho muy popular en el extranjero, y una serie de festivales estacionales y de la cosecha, como Lohri, Basant, Vaisakhi y Teeyan, que se celebran además de los festivales religiosos de la India.
El kissa es una tradición de narración oral en lengua punjabi que tiene una mezcla de orígenes que van desde la península arábiga hasta Irán y Afganistán.
Las tradiciones y ceremonias matrimoniales punjabíes son un fuerte reflejo de la cultura punjabí. Las ceremonias matrimoniales son conocidas por la riqueza de sus rituales, canciones, bailes, comida y vestidos, que han evolucionado a lo largo de muchos siglos.

### Bhangra

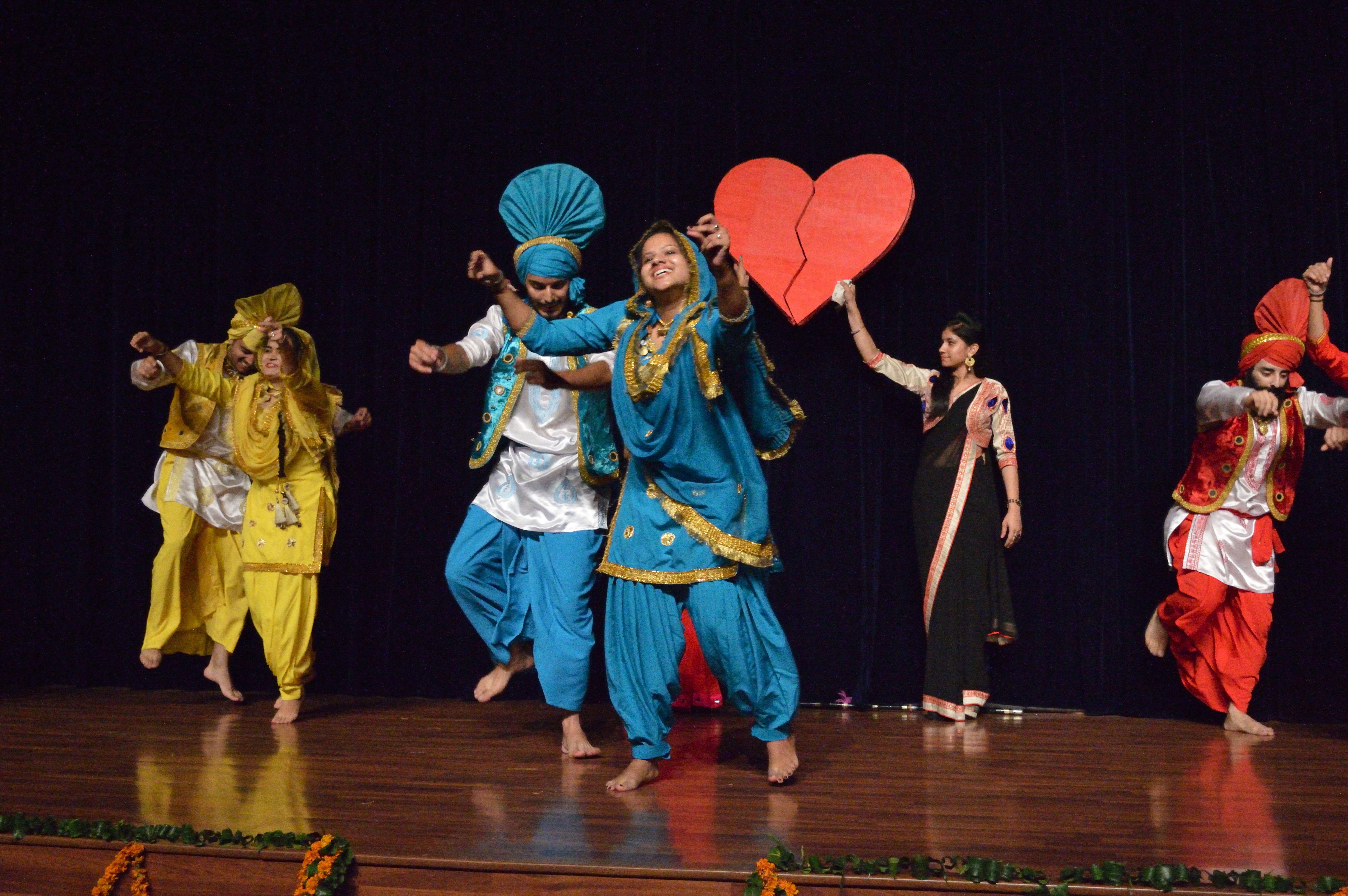
Bhangra

El Bhangra (Punjabi: ਭੰਗੜਾ (Gurmukhi); se pronuncia [pɑ̀ŋɡɾɑ̀ː]) y el Giddha son formas de danza y música originarias de la región del Punyab.
La danza Bhangra comenzó como un baile folclórico que realizaban los agricultores del Punyab para celebrar la llegada de la temporada de cosecha. Los movimientos específicos del Bhangra reflejan la forma en que los aldeanos cultivaban sus tierras. Esta danza híbrida se convirtió en Bhangra. Esta danza folclórica ha sido popularizada en el mundo occidental por los punjabíes de Inglaterra, Canadá y EE. UU., donde se celebran competiciones. En Occidente se considera una expresión de la cultura del sur de Asia en su conjunto. En la actualidad, el Bhangra sobrevive en diferentes formas y estilos en todo el mundo, incluida la música pop, las bandas sonoras de películas, las competiciones universitarias y los espectáculos culturales.

## Turismo

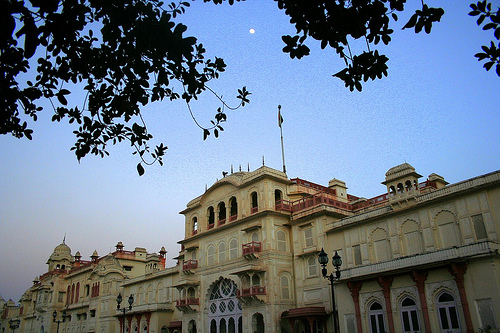
Palacio Moti Bagh en Patiala

El turismo en el Punyab indio se centra en los palacios históricos, los lugares de batalla y la gran arquitectura sij del estado y la región circundante. Entre los ejemplos se encuentran varios lugares de la civilización del Valle del Indo, el antiguo fuerte de Bathinda, los monumentos arquitectónicos de Kapurthala, Patiala y Chandigarh, la moderna capital diseñada por Le Corbusier.